# Böhmische Westbahn

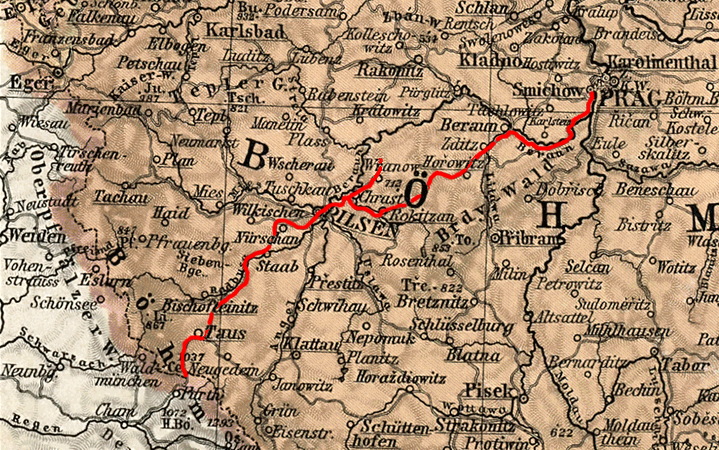
Die Strecken der k.k. priv. Böhmischen Westbahn

Die k.k. privilegierte Böhmische Westbahn (BWB) war eine Eisenbahngesellschaft in Österreich, deren Strecken im heutigen Tschechien lagen. Die Gesellschaft war Eigentümer und Betreiber der Bahnstrecke von Prag über Pilsen nach Furth im Wald sowie der abzweigenden Linie von Chrást nach Radnitz. Im Jahr 1894 wurde die Gesellschaft verstaatlicht.

## Geschichte

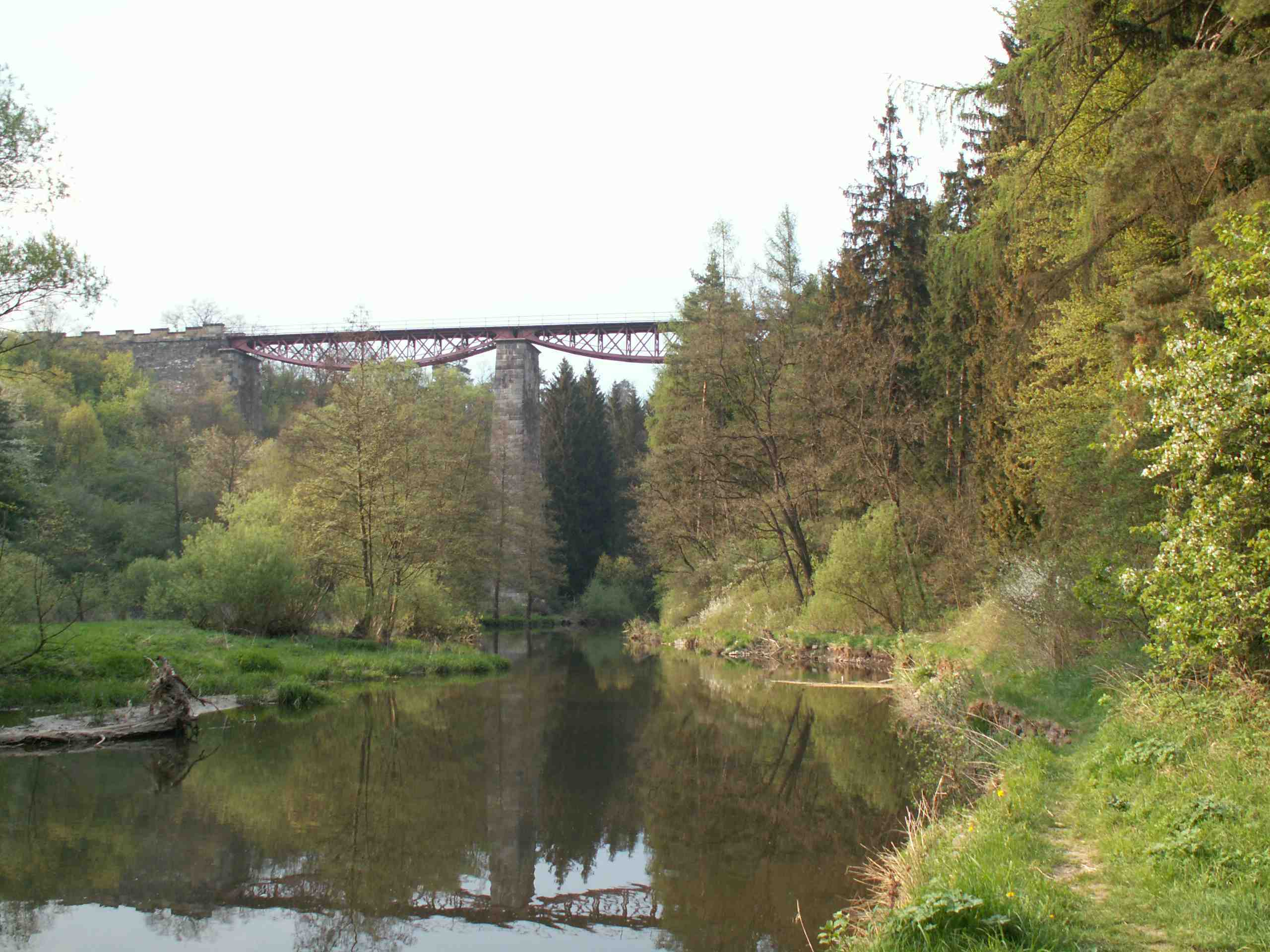
Eisenbahnbrücke über die Klabava bei Pilsen

Österreich und Bayern schlossen am 21. Juni 1851 einen Staatsvertrag, der besagte, dass die beiden Regierungen Voruntersuchungen zur Verbindung ihrer Eisenbahnsysteme vorzunehmen hätten. Am 21. April 1856 wurden in einem weiteren Vertrag die Verbindlichkeiten bestimmt. In diesem Jahr bewarben sich der Großhändler Leopold von Lämel zusammen mit den Fürsten Metternich, Windischgrätz und Thurn und Taxis um die Konzessionen für eine Eisenbahnlinie von Prag über Pilsen und Taus zur bayerischen Grenze sowie weitere von Pilsen nach Budweis sowie nach Karlsbad. Als Folge wurde am 20. September 1858 mit der bayerischen Regierung als Verknüpfungspunkt Furth im Wald bestimmt. Lämmel konnte aber das notwendige Geld nicht aufbringen, außerdem wurde die Staatsgarantie auf 20 Millionen Gulden herabgesetzt. Verhandlungen zwischen Regierung und Konzessionären führten aber nur dazu, dass diese die Konzession zurücklegten. Allerdings brachten stattdessen die Gebrüder Klein, Adalbert Lanna, Hermann Dietrich Lindheim, Franz Richter und die Prager Eisenindustrie-Gesellschaft ein Gesuch zum Bau einer Linie von Prag über Pilsen zur bayerischen Grenze ein. Dafür verlangten sie aber die Erhöhung der Staatsgarantie auf 24 Millionen Gulden sowie weitere Finanzierungsmöglichkeiten durch Aktien und Obligationen.
Zur Beschleunigung des Baus wurde eine provisorische Baubewilligung noch vor Inkrafttreten der Konzession erteilt, allerdings ohne Expropationsrecht und auf eigene Gefahr der Unternehmer. Die Konzession selbst wurde am 8. September 1859 erteilt, sie enthielt neben der Hauptstrecke auch eine Zweigstrecke von Holoubkau über Radnitz nach Wegwanow. Finanzierungsschwierigkeiten ergaben sich auch jetzt, doch schlossen die Gebrüder Klein mit den anderen Konzessionären einen Vertrag, in dem sie sich verpflichteten, gegen Überlassung aller Aktien und Prioritäten nicht nur die Bahn zu bauen, sondern auch den Fuhrpark und das sonstige Inventar zur Verfügung zu stellen. Am 13. Dezember 1860 konstituierte sich dann der Verwaltungsrat der k.k. priv. Böhmischen Westbahn.
Der Bau begann am 7. Mai 1860 und verlief ohne Schwierigkeiten, es mussten nur einige Felssprengungen vorgenommen werden. Die größeren Brücken waren allesamt Schifkornbrücken, die aber bald durch andere Konstruktionen ersetzt wurden. Der erste Teilabschnitt dieser Strecke von Chrást bei Pilsen nach Furth im Wald wurde am 15. Oktober 1861 eröffnet. Die Strecke zwischen der Grenze und Furth gehörte der Bayerischen Ostbahn, wurde aber von der BWB im Pachtbetrieb befahren. Die Linienführung zwischen Prag und Pilsen wurde entgegen dem ursprünglichen Projekt abgeändert, die Zweigstrecke erhielt sogar einen ganz anderen Verlauf. Diese kürzere Variante von Chrást nach Radnitz wurde am 18. Mai 1862 genehmigt. Um sie möglichst schnell eröffnen zu können, wurde über das Klabawatal eine provisorische Holzbrücke von 38 Meter Höhe und 190 Meter Länge gebaut, die 1893 durch eine Stahlkonstruktion nach Plänen von Gustave Eiffel ersetzt wurde. Die Linie diente vor allem der Erschließung eines Kohlereviers. Vorläufig verlief sie aber nur bis Stupno-Břasy.
Wie auch bei anderen Bahnprojekten der Donaumonarchie kam es zu einem Konflikt mit der Regierung bezüglich der Staatsgarantie. Die BWB schloss sich einer Eingabe dieser Gesellschaften an und 1863 wurden als verzinslicher Vorschuss 339.802 Gulden an die BWB ausgezahlt 1869 konnte sie jedoch nach Erhöhung des Anlagekapitals ihre Garantieschuld an den Staat tilgen.
Am 11. Dezember 1884 wurde zwischen Staat und BWB ein Übereinkommen bezüglich Neufestsetzung der Staatsgarantie geschlossen. Dies war eine Folge der Konvertierung der Prioritäten. Das zugehörige Gesetz vom 4. April 1885 enthielt auch Bestimmungen bezüglich der Einlösung durch den Staat.
1889 drängten die Behörden auf die Fertigstellung der Zweigstrecke nach Radnitz und Wegwanow, wogegen sich die BWB aber sehr sträubte. Die Verhandlungen zogen sich nun lange hin, bis das Handelsministerium bestimmte, dass die Gesellschaft nur die Strecke bis Radnitz zu bauen hätte. Dieses 6,6 Kilometer lange Stück wurde 1893 eröffnet. Wegen dieses Projekts sowie des Umbaus des Bahnhofes in Pilsen wartete die Regierung auch mit der Verstaatlichung, die dadurch erst 1894 stattfand. Die Fahrzeuge und Strecken wurden von den k.k. Staatsbahnen übernommen.

## Strecken
- Smichow–Furth im Wald (* 15. Oktober 1861, 14. Juli 1862)
- Chrast–Stupno-Břas (* 2. April 1863)
- Stupno-Břas–Radnitz (* 1. Dezember 1893)

Auf der Miröschauer Gewerksbahn führte die BWB den Betrieb für Rechnung der Eigentümer.

## Lokomotiven
| Lokomotiven der Böhmischen Westbahn | Lokomotiven der Böhmischen Westbahn | Lokomotiven der Böhmischen Westbahn | Lokomotiven der Böhmischen Westbahn  | Lokomotiven der Böhmischen Westbahn | Lokomotiven der Böhmischen Westbahn | Lokomotiven der Böhmischen Westbahn | Lokomotiven der Böhmischen Westbahn | Lokomotiven der Böhmischen Westbahn |
| ----------------------------------- | ----------------------------------- | ----------------------------------- | ------------------------------------ | ----------------------------------- | ----------------------------------- | ----------------------------------- | ----------------------------------- | ----------------------------------- |
| BWB-Reihe                           | Bahn-Nr.                            | Anzahl                              | Hersteller                           | Baujahr                             | Achsformel                          | kkStB-Nr.                           | ČSD-Nr.                             | Bild                                |
| I                                   | 1–3, 9–15, 26                       | 11                                  | Maffei, Sigl/Wien, Sigl/Wr. Neustadt | 1861–1864                           | 1Bn2                                | 18.51–61                            |                                     |                                     |
| II                                  | 4–8, 16–25, 27                      | 16                                  | Sigl/Wr. Neustadt                    | 1861–1864                           | Cn2                                 | 40.70–99                            | 312.401–410                         |                                     |
| III                                 | 28–41                               | 14                                  | Maffei                               | 1868–1872                           | Cn2                                 | 40.70–99                            | 312.401–410                         |                                     |
| V                                   | 42–46                               | 5                                   | Wr. Neustadt                         | 1881/1888                           | D n2                                | 76.15–19 ab 1905: 176.15–19         | 403.101–105                         |                                     |
| A                                   | 50–53                               | 4                                   | Wr. Neustadt                         | 1890                                | 2'Bn2                               | 4.196–199                           | 254.234–236                         |                                     |
| S                                   | Namen                               | –                                   | Krauss/München                       | 1884                                | Bn2t                                | 288                                 |                                     |                                     |